# Юн Сон До

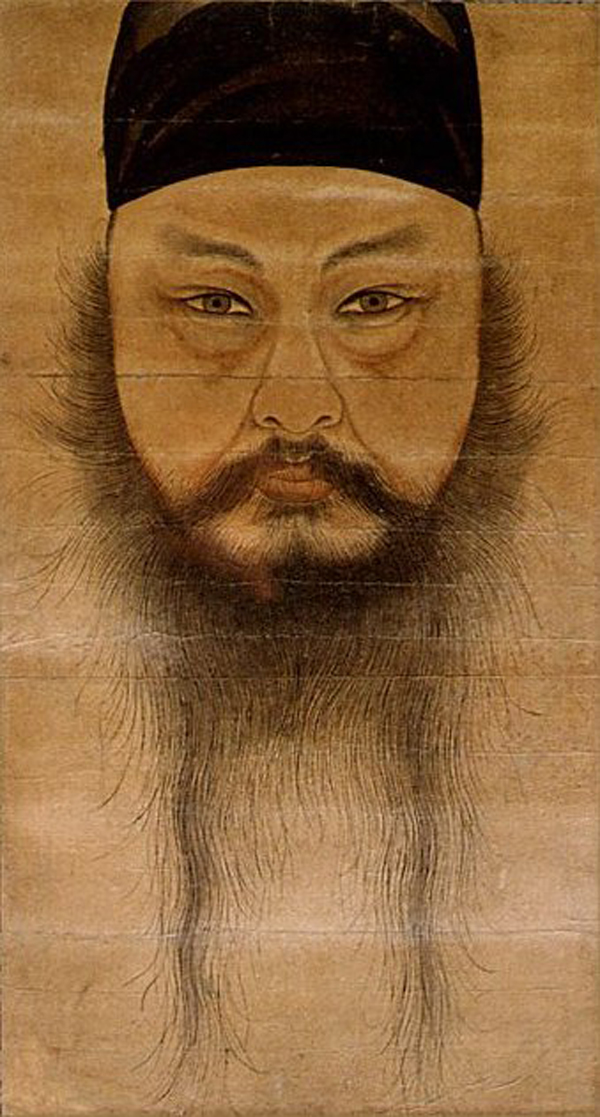

Юн Сон До (кор. 윤선도, 尹善道; 27 июля 1587, Сеул ~ 11 июня 1671, Сеул) — корейский поэт, государственный деятель и конфуцианский учёный. Литературные имена — Косан («одинокая гора») и Хэон («старик моря»).

## Биография
Родился в Сеуле в семье чиновника третьего ранга Юн Юсима династии Чосон. Его усыновил и воспитывал бездетный дядя Хон Чун, чиновник первого ранга. В возрасте 11 лет он начал обучение в буддийском храме. Однако, формально у него не было наставника, кроме отца, и любимым местом учёбы для него был храм в горах. В 17 лет он женился на дочери Юн Тона и продолжил изучение классики, в особенности «Малое Учение» (сяо сюэ, кит. 小學) философа Чжу Си. Впоследствии он приказал в обязательном порядке своим детям читать «Малое Учение» ради процветания семьи Юн.
В 1612 году Юн Сон До сдал экзамен на государственную степень «коси» и рано достиг успеха в карьере государственного чиновника, но, обладая прямым и честным нравом, обвинил в коррупции министра Ли Ичома в 1616 году и был изгнан из дворца до самой смерти министра. Отправился на Чеджудо, но переехал на остров Погильдо в Хэнаме, где по сей день находится его родовое поместье. В 1618 году написал первые сиджо — «Песни Уныния» (Кёнхоё).
Через 13 лет вернулся в качестве наставника детей диктатора Кванхэгуна, среди которых был будущий король Хёджон. В результате придворных интриг в 1635 году опять был выслан в Хэнам. Вскоре в 1638 году ему предложили новую должность, но он отказался и ещё раз был сослан в Йондок.
Уехав в долину Кумсо, в 1642 году написал цикл поэм «Новые песни в горах», куда входит цикл «Песни пяти друзей». Когда на престол взошёл его ученик, король Хёджон, Юн не был приглашён ко двору, поскольку принадлежал к противному клану южан — «Намин».
В 1655 году Юн Сон До написал самый известный свой цикл из 40 стихов «Времена года рыбака». Вскоре ему предоставили высокую должность, которую, однако, ему не позволили в полной мере реализовать сторонники «западного клана». К тому же болезнь заставила его снять с себя полномочия и уехать.
Затем его назначили третьим министром церемоний. Эту последнюю должность он так и не получил — внутриклановая борьба снова отправила его в ссылку. В одном из подобных споров сгорела его рукопись. Юн Сон До умер вскоре после отмены его последней ссылки, проведя в итоге в изгнании 14 лет.
Большую часть своей 85 летней жизни провёл в деревне, размышляя о жизни и посвятив себя поэзии и обучению ей.
Его внук учёный и художник Юн Ду Со.

## Творчество
Автор поэзии «рек и озёр», непревзойденный мастер пейзажа в жанре сиджо. В его творчестве органически слились тенденции древней корейской поэзии (хянга) и живого народного песенного творчества, китайская классическая образованность и веяния нового времени. Продолжатель традиции корейской культуры, которая подразумевала особую роль поэта и поэтического текста на родном языке и связывала с пейзажной поэзией специфическое воздействие на мир с целью восстановить и поддержать в нём нарушенную гармонию.
После Чон Чхоля является вторым автором сиджо в корейской литературе.
Оставил 6 томов сочинений на ханмуне и корейском языке. «Косан юго» (издано посмертно), в том числе несколько циклов сиджо. Общее количество поэтических произведений — 75. Круг тем Юн Сон До не выходит за рамки пейзажной лирики («поэзии рек и озёр»). Однако его творчество явилось своего рода рубежом в истории жанра сиджо и корейской поэзии в целом. Юн Сон До обращался к народной песенной традиции, в ряде случаев заменил китайскую лексику корейской, повысил роль корейского образа. В отличие от большинства поэтов того времени, который писали свои стихи на «ханмуне», Юн Сон До писал свои стихи на «хангыле», который тогдашние конфуцианцы презирали.
Лучшим его творением считается цикл из сорока сиджо «Времена года рыбака», который объединяется по временному принципу. В нём подчеркивается слияние ритма жизни человека с равномерным ходом времени.
В них поэт размышлял о жизни в удалении от политической борьбы. Рыбак — это старинный образ мудреца живущего в простоте среди природы.
Некоторые его стихотворения переведены Анной Ахматовой. В одном из интервью она говорила о нём так («Культура и жизнь», 1957, № 1): «В сборник вошла поэма Юн Сон До „Времена года рыбака“, сюжет и общее настроение которой неожиданно напоминают повесть Эрнеста Хемингуэя „Старик и море“».
Пример поэзии:
Солнце жарко льет полдневный луч,

И вода в реке, как будто масло.

Ты греби, греби туда, рыбак!

Что на месте мне одном стоять,

Рыбу я ловить повсюду стану.

Ты плещи, весло мое, плещи!

Но «Чиста Цанланская вода»

Вспомнил — и совсем забыл про рыбу.

(Перевод А. Ахматовой)